# SCTV (インドネシア)
スーリヤ・シトラ・テレビシ(インドネシア語: Surya Citra Televisi, SCTV)は、1990年8月24日に開始されたインドネシアの無料テレビネットワーク。本社はジャカルタ中心部にある。

SCTV の旧ロゴ (2003 ～ 2005)